# L'uomo che mente
L'uomo che mente (L'homme qui ment) è un film del 1968 diretto da Alain Robbe-Grillet.
Il protagonista della pellicola è Jean-Louis Trintignant.

## Trama
Un uomo, che dapprima dice di chiamarsi Jean Robin, per poi correggersi e dichiarare di essere Boris Varissa, arriva in un villaggio di montagna, al centro della resistenza durante la seconda guerra mondiale. Qui comincia a raccontare versioni differenti e contrastanti di una storia che lo avrebbe coinvolto assieme all'eroe del villaggio, Jean Robin, a varie persone e alle tre donne maggiormente legate a quest'ultimo: la di lui moglie, la sorella e la cameriera. I racconti si accavallano e si confondono, finché Boris Varissa si identifica nuovamente con Jean Robin, finendo per non chiarire mai quale sia la verità e quale la menzogna.

## Produzione
Il film è stato costruito interamente attorno alla figura di Jean-Louis Trintignant, rendendolo l'unico protagonista di quello che può essere considerato a tutti gli effetti un unico monologo delirante, mentre gli altri personaggi rappresentano solamente dei fantasmi di contorno della storia.